# Deportivo Municipal
Der Club Centro Deportivo Municipal ist ein Fußballverein in der peruanischen Hauptstadt Lima. In der Saison 2006 gewann die Mannschaft die Meisterschaft in der zweiten peruanischen Liga (Segunda División Peruana) und schaffte somit den Aufstieg in die Primera División, die höchste peruanische Fußballklasse. In den Jahren 1938, 1940, 1943 und 1950 gewann Deportivo Municipal die peruanische Landesmeisterschaft in der zweiten peruanischen Liga.

## Bekannte ehemalige Spieler
(Auswahl)
- Nolberto Solano (ehemaliger peruanischer Nationalspieler); war in Europa u. a. für Aston Villa und Newcastle United aktiv
- Jefferson Farfán (ehemaliger peruanischer Nationalspieler); war in Europa u. a. für Schalke 04 und PSV Eindhoven aktiv,
- Hugo Sotil (ehemaliger peruanischer Nationalspieler); war in Spanien für den F.C. Barcelona aktiv.